# Galang Kota
Galang Kota is een bestuurslaag in het regentschap Deli Serdang van de provincie Noord-Sumatra, Indonesië. Galang Kota telt 9122 inwoners (volkstelling 2010).